# Certificato di conformità
Il certificato di conformità (CoC, dall'inglese Certificate of Conformity) rappresenta una dichiarazione attestante la conformità di un veicolo alle normative di omologazione della CE. Questo documento ha il compito di confermare che un veicolo della serie di tipo omologato, secondo quanto stabilito dalla direttiva 2007/46/CE, rispetta tutti i requisiti normativi vigenti al momento della sua produzione.
Questo documento contiene informazioni relative al veicolo, al numero di omologazione e alle specifiche tecniche e altri dati. I dati contenuti nel CoC sono sufficienti per compilare una carta di circolazione.
Il contenuto di un CoC è definito dal regolamento comunitario della direttiva quadro 2007/46/CE (allegato IX). I veicoli privi la specifica dell'UE (ad esempio veicoli fabbricati per il mercato americano o giapponese) e quelli antecedenti all'emanazione dell'omologazione comunitaria CE, non dispongono di un CoC. Allo stesso modo, non è possibile rilasciare un CoC per i veicoli che hanno subito una conversione (veicoli convertiti).
Nel linguaggio tecnico del settore automobilistico, il certificato di conformità rappresenta un documento fondamentale per attestare la proprietà di un veicolo nuovo da parte della concessionaria prima dell'immatricolazione. 
Di norma, il certificato di conformità è custodito da una banca delegata dalla casa madre del marchio rappresentato dalla concessionaria. Una volta effettuato il pagamento del veicolo, il certificato viene emesso a favore della concessionaria, che può così procedere con l'immatricolazione e la successiva vendita al cliente.
Al CoC può essere allegata una dichiarazione per l'immatricolazione che serve ad agevolare il collegamento del sistema informatico nazionale con il numero di omologazione europeo.

## Struttura

### Codice
Il numero di omologazione europeo è composto da 4 gruppi di caratteri alfanumerici dei quali il primo individua lo stato membro concedente, il secondo la direttiva di riferimento della Unione europea, gli altri due il numero di base dell'omologazione e gli eventuali aggiornamenti e il codice nazionale di immatricolazione che consente di richiamare dal sistema informatico nazionale i dati relativi alle caratteristiche di ogni tipo di veicolo al fine di compilare direttamente la carta di circolazione.

### Contenuto
Il CoC prevede i campi, per la categoria M1 :
- Marca

- Tipo

- Variante
- Versione
- Designazione commerciale
- Categoria
- Nome e indirizzo del costruttore del veicolo di base
- Nome e indirizzo del costruttore dell’ultima fase costruita del veicolo
- Posizione delle targhette regolamentari
- Numero di identificazione del veicolo
- Posizione sul telaio del numero di identificazione del veicolo
- sulla base del tipo o dei tipi di veicolo descritti nell’omologazione CE
- Veicolo di base
- Costruttore
- Numero di omologazione CE
- Data
- Fase 2:
  - Costruttore
  - Numero di omologazione CE
  - Data
- Veicoli completi o completati della categoria M1:

- - Numero di assi e di ruote
  - Assi motore
  - Interasse
  - Carreggiata degli assi
  - Lunghezza
  - Larghezza
  - Altezza
  - Sbalzo posteriore
  - Massa del veicolo carrozzato in ordine di marcia
  - Massa massima tecnicamente ammissibile a pieno carico
  - Distribuzione di tale massa sugli assi
  - Massa tecnicamente ammissibile su ciascun asse
  - Carico massimo ammissibile sul tetto
  - Massa massima del rimorchio (frenato)
  - Massa massima della combinazione
  - Carico verticale massimo sul punto di aggancio del rimorchio
  - Costruttore del motore
  - Codice motore figurante sul motore
  - Principio di funzionamento
  - Iniezione diretta
  - Numero e disposizione dei cilindri
  - Cilindrata
  - Carburante
  - Potenza massima netta
  - Frizione
  - Cambio
  - Rapporti di trasmissione

- - Rapporto del differenziale
  - Ruote e pneumatici
  - Servosterzo
  - Breve descrizione del sistema di frenatura
  - Tipo di carrozzeria
  - Colore del veicolo
  - Numero e configurazione delle porte
  - Numero e posizione dei sedili
  - Marchio di omologazione CE del dispositivo di aggancio, se presente
  - Velocità massima
  - Livello sonoro
  - Numero dell’atto normativo di base e ultimo atto normativo di modifica applicabile all’omologazione CE
  - Emissioni dei gas di scarico
  - Numero dell’atto normativo di base e dell’ultimo atto normativo di modifica applicabile all’omologazione CE
  - Fumo [valore corretto del coefficiente d’assorbimento (m–1)]
  - Particolato
  - Procedura di prova
  - Emissioni di CO2/consumo di carburante
  - Numero dell’atto normativo di base e dell’ultimo atto normativo di modifica applicabile all’omologazione CE
  - Produzione di CO2 e consumo di carburante per 1 km percorso
  - Potenza fiscale o numero(i) di codice del paese, se applicabile
  - Osservazioni
  - Deroghe